# Audioslave
Audioslave byla americká alternative-rocková superskupina, kterou roku 2001 založili Chris Cornell (zpěv), Tom Morello (kytara), Tim Commerford (baskytara, zpěv) a Brad Wilk (bicí). Chris hrál předtím v kapele Soundgarden, ostatní členové jsou z kapely Rage Against the Machine. Stejně jako to bylo u Rage Against The Machine, kapela je hrdá na fakt, že veškerý zvuk je produkován s využitím pouze zpěvu, kytary, baskytary a bicí, tedy žádné klávesy, syntetizéry, samply a podobně. Kapelu v únoru 2007 opustil její zpěvák Chris Cornell z důvodu dlouhodobých osobních neshod v kapele. Po krátké době se Audioslave rozpadli nadobro.

## Seskupení (2000-2001)
Počátky kapely sahají do října roku 2000, krátce po rozpadu Rage Against The Machine, kdy RATM opustil Zack de la Rocha. Zbývající tři členové kapely, se rozhodli že budou dále pokračovat jako trio pod jménem Rage. S kapelou spolupracovalo několik zpěváků, např. B-Real z Cypress Hill nebo Maynard James Keenan z Tool. Producent Rick Rubin kapele navrhl aby zkusili nahrávat s Chrisem Cornellem. Tato spolupráce se zdála být naprosto ideální a tak se v březnu 2001 přesunuli do nahrávacího studia, během 19 dnů napsali 21 písní (první byla "Light My Way", třetí "Set It Off").

## 2017 - Los Angeles
Na protest proti prezidentovi Donaldu Trumpovi se skupina opět sešla po 12 letech 20. ledna 2017 na takzvaném anti-inauguračním plese v Los Angeles - Teragram ballroom. Tohle bylo definitivně poslední vystoupení skupiny Audioslave

## Smrt Chrise Cornella
Zpěvák Chris Cornell byl nalezen 18.5. 2017 ve svém hotelovém pokoji v Detroitu bez známek života oběšený. Možný důvod sebevraždy může být i to, že Chris si vzal jeden nebo dva prášky antidepresiv (Ativan) navíc. Jedním z vedlejších účinků těchto antidepresiv jsou i sebevražedné myšlenky.

## Diskografie
- 2002 - Audioslave
- 2005 - Out of Exile
- 2006 - Revelations